# 秘魯半齧脂鯉
秘魯半齧脂鯉，為輻鰭魚綱脂鯉目脂鯉亞目脂鯉科的其中一個種，分布於南美洲亞馬遜河及秘魯東部山區溪流流域，體長可達11.9公分，棲息在底中層水域，生活習性不明。